# Tincey-et-Pontrebeau
Tincey-et-Pontrebeau är en kommun i departementet Haute-Saône i regionen Bourgogne-Franche-Comté i östra Frankrike. Kommunen ligger i kantonen Dampierre-sur-Salon som tillhör arrondissementet Vesoul. År 2022 hade Tincey-et-Pontrebeau 82 invånare.

## Befolkningsutveckling
Antalet invånare i kommunen Tincey-et-Pontrebeau
| Referens: INSEE |